# Boubacar Barry (Guinée)
Pour les articles homonymes, voir Boubacar Barry et Barry.
Boubacar Barry aussi appelé dit Big Up, né en 1964 est une personnalité politique guinéenne.
De 2018 en 2021, il est ministre du Commerce.

## Parcours professionnel
Boubacar Barry est l'un des architectes de l'homme d'affaires et député Mamadou Sylla.

## Parcours politique
Après la prise du pouvoir par le capitaine Moussa Dadis Camara en décembre 2008, il est nommé ministre d'État chargé de la construction, de l'aménagement du territoire et du patrimoine bâti dans le gouvernement Komara, un poste qu'il conserve jusqu'en 2010.
Candidat à l'élection présidentielle de 2010 en tant que président du Parti national pour le renouveau (PNR), il finit neuvième au premier tour avec 0,8  % des voix.
Il devient ministre de l’Industrie, des petites et moyennes entreprises dans le gouvernement de Mamady Youla de 2016 à 2018, puis ministre du Commerce dans le gouvernement Kassory I du 26 mai 2018, au 15 janvier 2021 avant d'être remplacer par Mariama Camara.